# EV Lacertae
EV Lacertae (EV Lac) è una stella variabile della costellazione della Lucertola, situata nella parte centrale della costellazione poco lontano dal confine con la costellazione di Andromeda.
È fra le 70 stelle più vicine a noi, trovandosi a una distanza di 16,7 anni luce.
Presenta variabilità di tipo UV Ceti e BY Dra con oscillazioni di magnitudine fra 8,28 e 11,83. Sono proprio i brillamenti a far innalzare di tanto la magnitudine. Il periodo di tali oscillazioni è stato stimato in 4,378 giorni nel 1979.

## Componenti

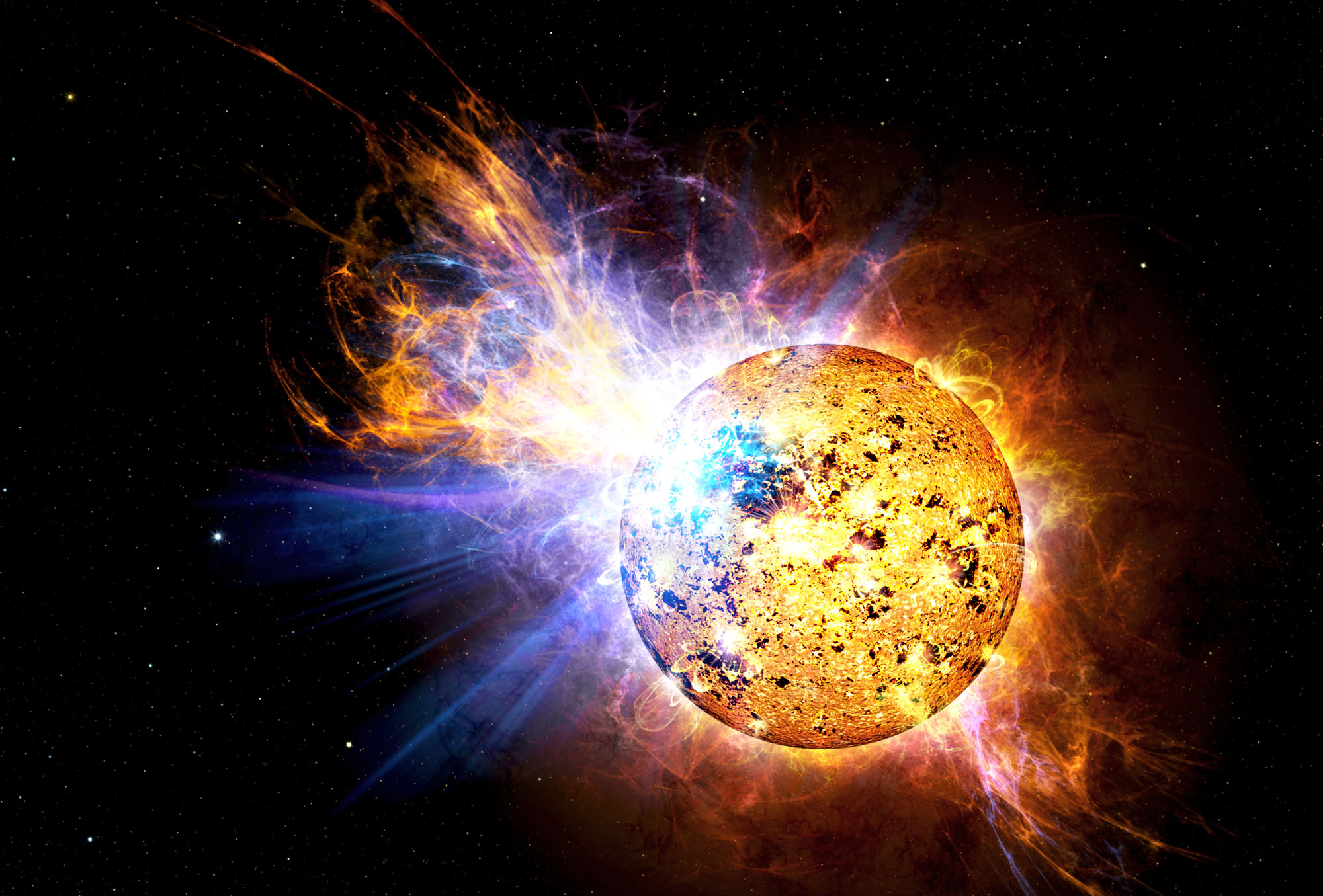
Rappresentazione artistica della NASA di EV Lacertae.

È anche un sistema multiplo e nella tabella che segue ne sono delineate le caratteristiche più salienti:
- Nella colonna Componenti sono elencate le componenti note del sistema e i loro rapporti; A-BC significa che i dati di quel rigo si riferiscono ai moti e alle distanze misurate fra la componente EV Lac A e le componenti EV Lac B e EV Lac C, gravitazionalmente legate.
- La colonna PMag riporta la magnitudine della prima componente del sistema in esame.
- La colonna SMag riporta la magnitudine della seconda componente del sistema in esame.
- La colonna Sep1 riporta la distanza che separa le due componenti in esame, espressa in secondi d'arco, misurazione effettuata alla data riportata nella colonna Anno1.
- La colonna Sep2 riporta la distanza che separa le due componenti in esame, espressa in secondi d'arco, misurazione effettuata alla data riportata nella colonna Anno2.
- La colonna PA1 riporta l'angolo di posizione fra le due stelle, espresso in gradi, misurazione effettuata alla data riportata nella colonna Anno1.
- La colonna PA2 riporta l'angolo di posizione fra le due stelle, espresso in gradi, misurazione effettuata alla data riportata nella colonna Anno2.
- La colonna Anno1 riporta la prima data in cui sono state effettuate queste misure posizionali.
- La colonna Anno2 riporta l'ultima data in cui sono state effettuate queste misure posizionali.
- La colonna Classe spettrale riporta lo spettro cui appartiene la seconda componente del sistema in esame.
- Ascensione Retta e Declinazione forniscono la posizione del sistema in oggetto.

| Designazione | Componenti | PMag | SMag | Sep1 | Sep2 | PA1 | PA2 | Anno1 | Anno2 | Classe spettrale | Ascensione Retta | Declinazione |
| cHER5        | BC         | 13,0 | 13,5 | 0,9  | 1,1  | 255 | 254 | 1936  | 1972  |                  | 22 46 48,0       | + 44 20 00   |
| 2HER5        | A-BC       | 10,3 | 11,6 | 1,0  | 21,7 | 70  | 43  | 1936  | 1991  | M4               | 22 46 50,3       | + 44 20 06   |